# Франц фон Гогенберг
Франц Фердинанд фон Гогенберг (нем. Franz Ferdinand Hohenberg; 13 сентября 1927, замок Артштеттен, Нижняя Австрия — 16 августа 1977, Перг, Верхняя Австрия) — австрийский аристократ, герцог фон Гогенберг в 1962—1977 годах. 

## Биография
Франц Фердинанд родился 13 сентября 1927 года. Он был старшим сыном Максимилана фон Гогенберга (1902—1962) и его супруги Елизаветы Боны Вальдбургской (1904—1993). У него было пять младших братьев. Он стал старшим внуком Франца Фердинанда (1863—1914) по мужской линии. Из-за происхождения своей бабушки, ни он, ни его братья не находились в линии наследования австро-венгерского престола. Назван был в честь деда.
В 1919 году, после распада Австро-Венгерской империи, Чехословакия экспроприировала замок Конопиште, главную резиденцию Максимилиана, и другие семейные владения в бывшем Королевстве Богемия, и выслала в Австрию. Впоследствии они семьями жили в Вене и в замке Артштеттен в Нижней Австрии.
В 1943 году замок Артшеттен был конфискован у семьи, а отец Франца арестован. Через полгода его отпустили, а после окончания второй мировой войны замок вернули Гогенбергам.
После смерти отца в январе 1962 года, Франц стал герцогом Гогенбергским.
Скончался в 16 августа 1977 года, в возрасте 49 лет. Так как у него не было сыновей, титул перешёл к его брату Георгу (1929—2019).

## Семья и дети
22 ноября 1955 года великая герцогиня Шарлотта объявила о помолвке своей старшей дочери Елизаветы Люксембургской (1922—2011) и Франца Гогенберга.
Венчание произошло в соборе Люксембургской Богоматери в Люксембурге 9 мая 1956 года. На церемонии присутствовало более 100 членов европейских королевских семей. Будущая герцогиня фон Гогенберг появилась в храме в белом шёлковом платье с высоким вырезом и длинной фатой из брюссельского кружева. В руках у неё был букет из белых орхидей и теперь уже неизвестных цветов оранжевого оттенка.
В браке родились две дочери:
- Анита Гогенберг (род. 18 августа 1958), в 1978—1998 годах состояла в первом браке с Роме де ла Пёц, графом д’Арамбуре, а с 2005 года в браке с графом Андреасом фон Бердо.
  - Гаэтан де ла Пец, граф д'Арамбур (род. 25 июля 1980)
  - Аликс де ла Пец, графиня д'Арамбур (род. 8 сентября 1981), в 2010 году, вышла замуж за Франсуа-Хавьера Фрайе (род. 1979). У них пятеро детей.
  - Габриэль де ла Пец, граф д'Арамбур (род. 3 октября 1987)
  - Рауль де ла Пец, граф д'Арамбюр (род. 14 июня 1989)
- София Гогенберг (род. 10 мая 1960), с 1983 года состоит в браке с Жаном-Луи де Потестой.
  - Элеонора де Потеста (род. 24 апреля 1984), в 2012 году, вышла замуж за Диего Фернандеса де Кордова и Серверо (род. 1979). У них трое детей.
  - Шарль де Потеста (род. 25 октября 1985), в 2017 году женился на Сесилии Вейнбергер (род. 1988). У них трое детей.[5]
  - Элизабет де Потеста (род. 29 апреля 1988)